# Holly Randall
Holly Randall, född 5 september 1978 i Hollywood, är en erotisk fotograf, filmregissör, producent och poddradiovärd. 2013 beskrevs hon av branschtidningen AVN som en av porrbranschens 30 mest inflytelserika kvinnor. Hon är dotter till den erotiska fotografen Suze Randall och författaren Humphry Knipe.

## Biografi
Holly Randall fick sitt namn efter Hollywood Presbyterian Medical Center, där hon föddes.

### Fotografi
Hon var 20 år gammal och student vid Brooks Institute of Photography (Santa Barbara), när hennes mor bad henne att hjälpa till med familjeföretaget – den erotiska fotoportalen Suze.net. Hon återvände senare hem och började fotografera för Suze.net, och 2005 hade hennes erotiska foton figurerat på i princip alla större amerikanska herrtidningar.

### Digitalt
2004 började Randall intressera sig för videoproduktion, och därefter blev hon huvudansvarig för regi och produktion av filmerna som gjordes för Suze.net. 2008 lanserade hon sitt eget bolag – Holly Randall Productions – liksom sin egen abonnemangssajt. Där ville hon skapa sin egen profil, med en blandning av glamourbilder och elegant hårdpornografi (det senare marknadsfört som "glamourcore"). Dessutom satsade hon på utförliga produktionsdokumentärer, för att lättare kunna få konsumenterna att relatera till modellerna/skådespelarna. 2013 blev webbplatsen del av nätverket MetArt. Randalls kunder inkluderar Playboy och produktionsbolaget Twistys, och hon arbetar återkommande för herrtidningar/pornografiska tidskrifter som Hustler, Club, High Society och Penthouse.
I juli 2017 lanserade Randall intervjupodden Holly Randall Unfiltered. Den spelas in veckovis med kamera och distribueras även som podd-TV, via Youtube. Bland de fram till hösten 2021 över 200 inbjudna gästerna, vilka oftast har någon koppling till porrbranschen, kan nämnas Bree Mills, Erika Lust, Nina Hartley, Jon Ronson, Ginger Lynn och Tristan Taormino. Fram till mars 2025 har podden, som även finns tillgänglig via vanliga poddkanaler, publicerats i över 400 avsnitt.

### Andra aktiviteter
Randall och hennes mor presenterades 2007 i TV-programmet Secret Lives of Women: Sex for Sale, på WEtv. Man har också synts på "tabloid-TV-programmet" The Insider.
I november 2014 fick hon leda sitt eget program på Playboy TV, under titeln Adult Film School. I programmet har hon både intervjuat amatörer och regisserat produktionen av dessa programgästers egna "professionella" sexvideor.
Holly Randall har producerat fyra olika fotoböcker för Goliath Books. De har titlarna Erotic Dream Girls, Kinky Nylons, Kinky Super Beauties och Kinky Lingerie. 

## Erkännande
2024 valdes Randall in i AVN Hall of Fame. Invalet var ett erkännande av hennes två decennier långa karriär, inklusive hennes produktiva intervjuande – i syfte att förklara branschen och visa fram dess deltagare som människor – i Holly Randall Unfiltered.